# Jon Nurse
Jon Nurse (né le 1er mars 1981 à Bridgetown en Barbade) est un joueur de football barbadien. Il joue au poste attaquant dans le club de Barnet . Il est le frère de Chris Nurse.
Il a été sélectionné à plusieurs reprises en sélection nationale de la Barbade.

## Carrière
- 2003-2004 : Sutton United  Angleterre
- 2004–2007 : Stevenage Borough  Angleterre
- 2004 : → Lewes FC (prêt)  Angleterre
- 2006 : → Woking FC (prêt)  Angleterre
- 2007-2012 : Dagenham & Redbridge  Angleterre
- 2012- : Barnet   Angleterre
- 2014 : → Farnborough (prêt)  Angleterre[1],[2]

## Palmarès
- Barnet 
  - Champion de Conference (D5) en 2015